# 圣方济各圣殿 (门多萨)
圣方济各圣殿（Basílica de San Francisco Solano）是一座罗马天主教宗座圣殿，位于阿根廷门多萨省门多萨。该堂建于1875年。堂内供有加尔默罗圣母像，这是安第斯军的主保圣人，还陈列着何塞·德·圣马丁将军捐赠的手杖，圣母像在智利迈普的迈普还愿教堂也有一尊，纪念军队在那里取得了胜利，确保了智利独立。内部的陵墓安葬有圣马丁和他女儿梅塞德斯·托马萨、女婿马里亚诺·巴尔卡塞。

## 历史
最初的教堂属于耶稣会。在他们被驱逐后，教堂移交给方济各会。1861年，教堂被毁灭大部分城市的毁灭性大地震摧毁。1875年，教堂的位置改到西班牙大道，圣马丁广场对面。新教堂由建筑师巴比尔设计，是1861年地震后建造的第一座教堂，但1920年地震又摧毁了它的钟楼。
1928年7月30日，该堂被宣布为国家纪念碑。

## 建筑
其正面为新罗马式建筑风格，灵感来自巴黎天主圣三教堂。 

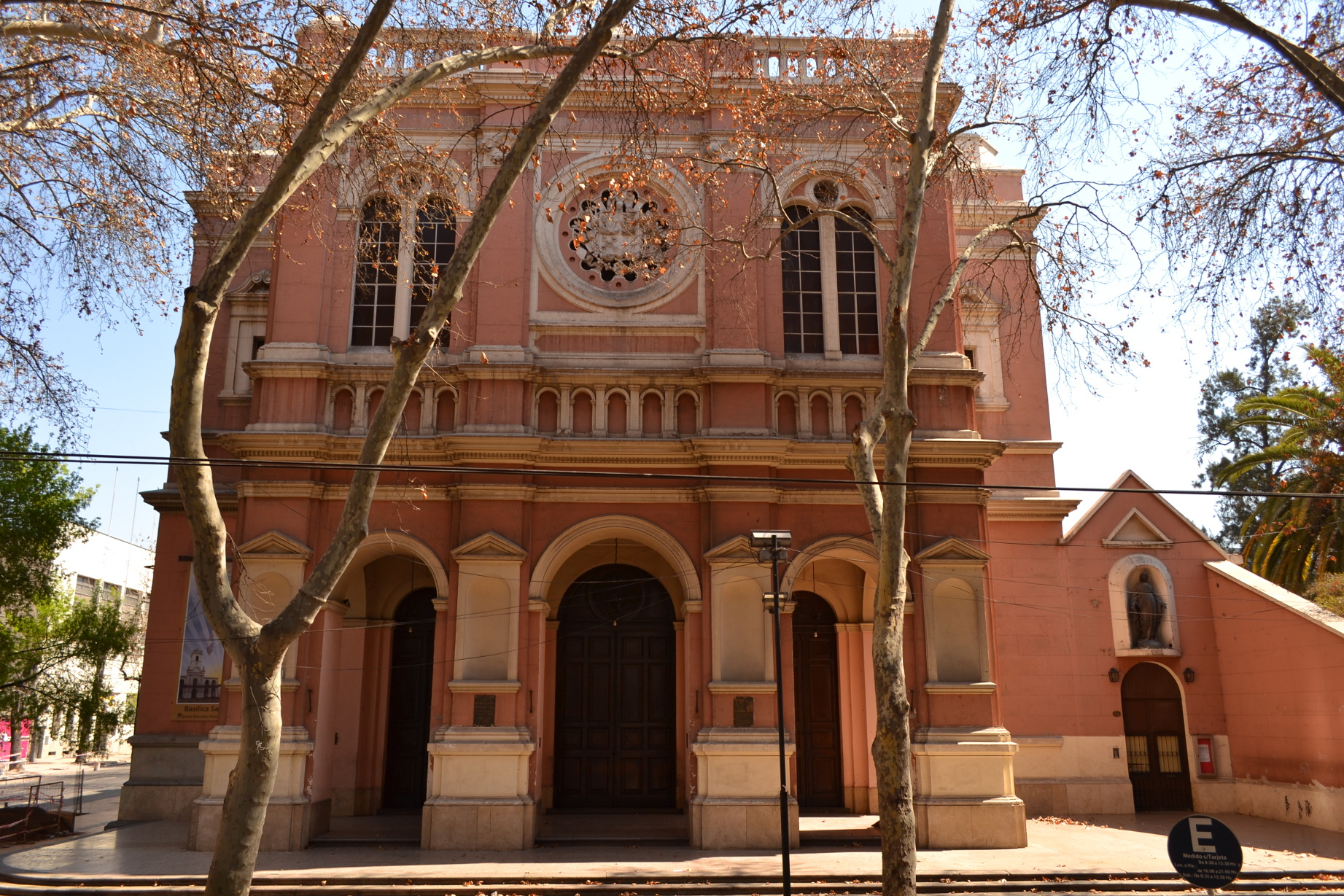
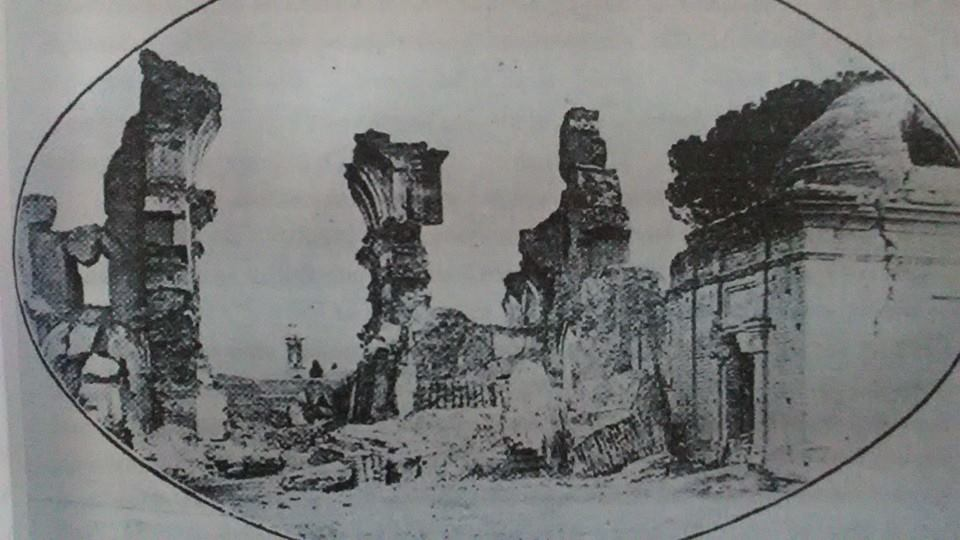
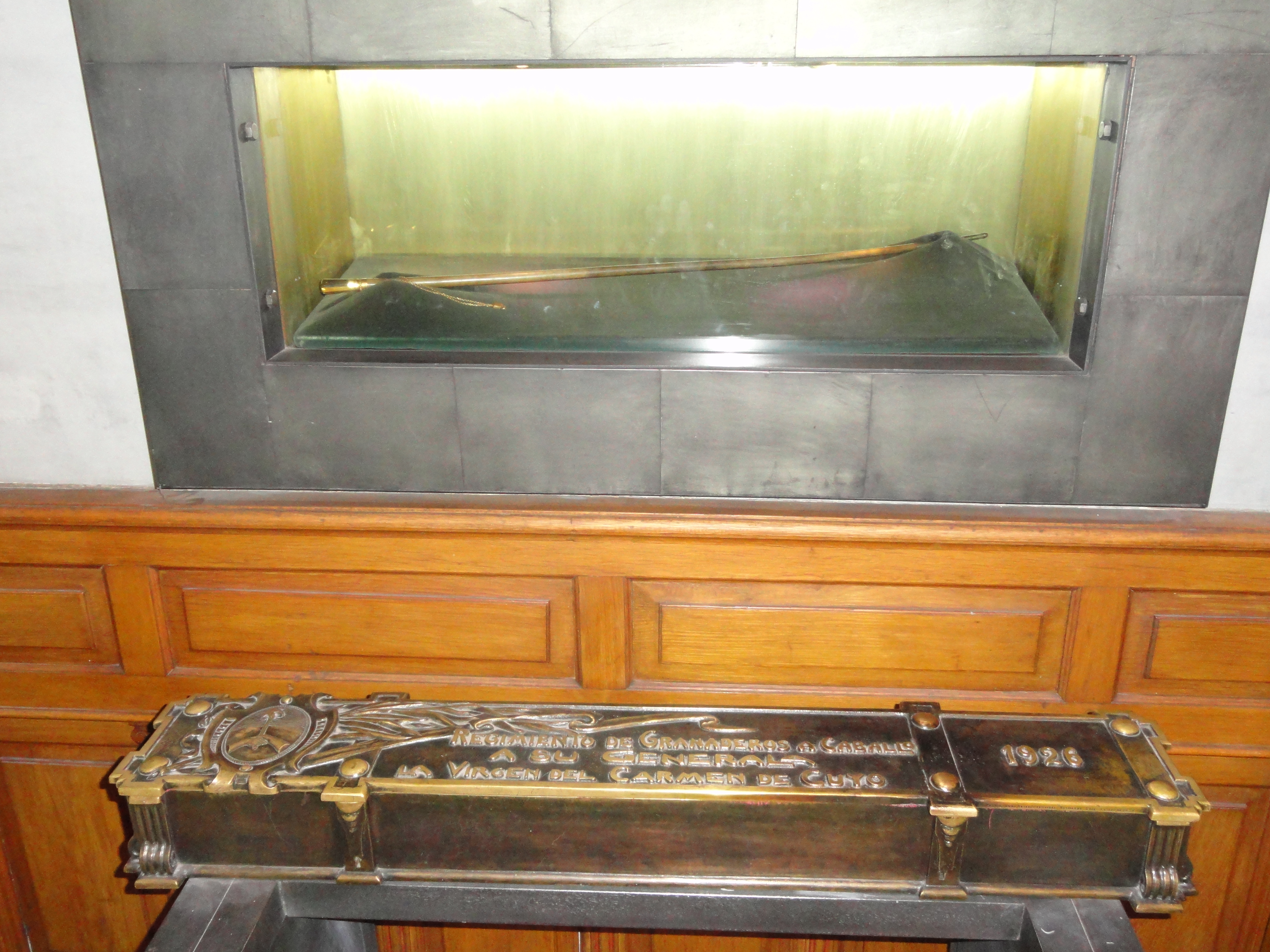
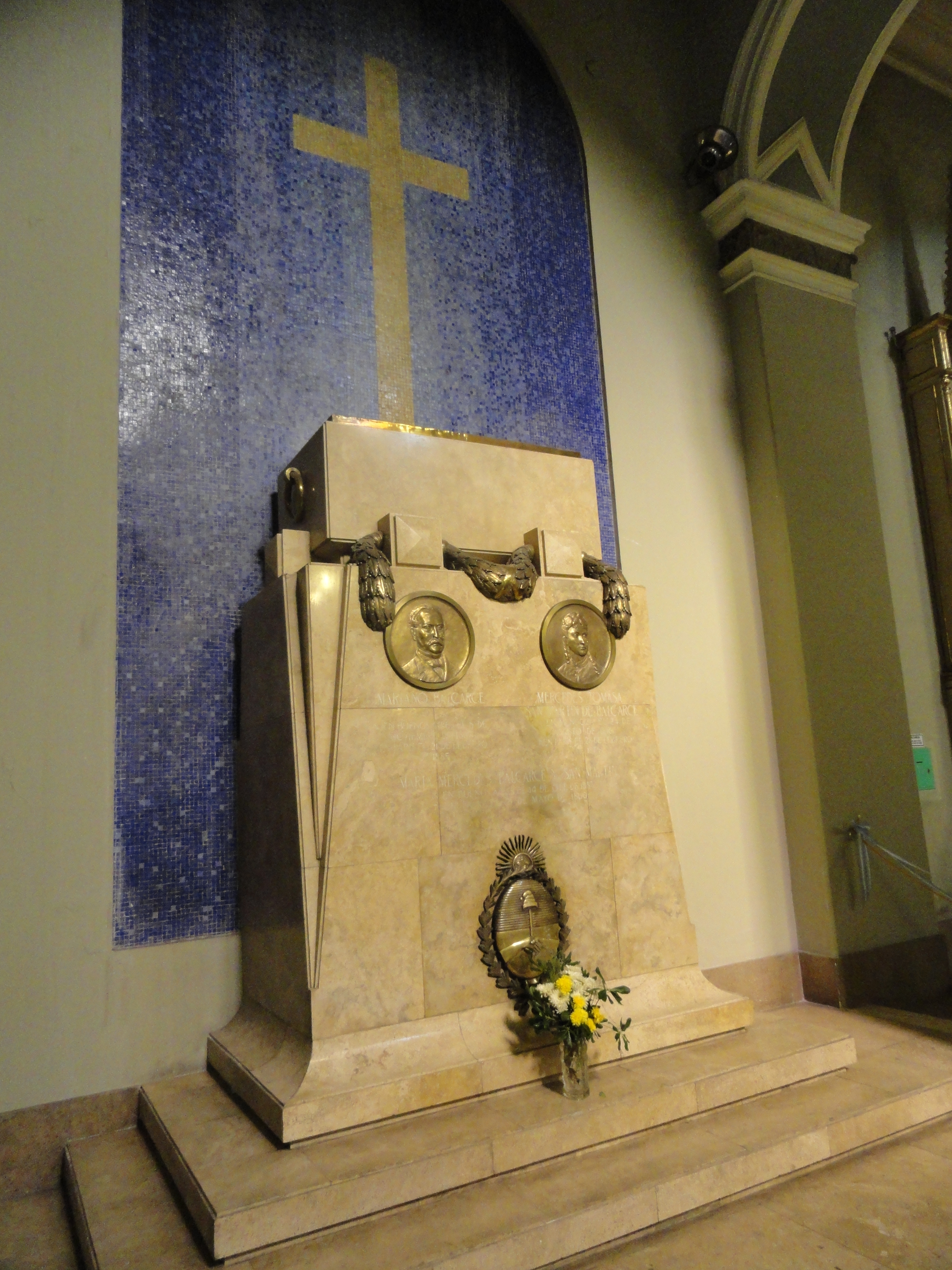